# مفكيعيم
مفكيعيم (بالعبرية: מַבְקִיעִים) هي موشب في جنوب إسرائيل، تقع بالقرب من عسقلان، وتقع تحت إدارة مجلس شاطئ عسقلان الإقليمي. في 2019، بلغ عدد سكانها 484 نسمة.

## التاريخ
تأسست مفكيعيم في 1949 كمستوطنة على يد جنود الجيش الإسرائيلي المسرحين الذين هاجروا من المجر إلى الأراضي التي كانت تابعة لقرية بربرة الفلسطينية. كان من المقرر أن يتم ضم بربرة كجزء من الدولة العربية في خطة الأمم المتحدة لتقسيم فلسطين، ولكن تم طرد سكانها بالقوة بعد استيلاء القوات الإسرائيلية على القرية من الجيش المصري خلال حرب 1948. بعد الحرب منعت الحكومة الإسرائيلية السكان الفلسطينيين من العودة.